# 凯蒂·乔普林
《凯蒂·乔普林》（英語：Katie Joplin）是汤姆·西利与诺姆·古泽汉西尔创作的美国情景喜剧，1999年8至9月在WB電視網播出不满一季便取消。帕克·欧文奥领衔饰演标题人物、从諾克斯維爾迁至費城主持电台节目的单身母亲，儿子格雷格（杰西·赫德饰）进入青春期，凯蒂竭力在工作和养育孩子间平衡。片中其他主要演员包括：安娜·里德扮演凯蒂的侄女儿丽兹·柏林，杰·托马斯、吉姆·拉什、西蒙·雷克斯均诠释女主角的同事。玛简德拉·黛芬诺客串三集扮演电台总经理千金。
电视剧由華納兄弟電視公司制作，源自欧文奥向WB电视网推荐的构想。电视台原计划用本剧作为1998至1999年电视季的季中替换节目，但制作问题导致本剧延误一年。华纳兄弟电视和WB电视网都对节目发展失望，《凯蒂·乔普林》1998年10月中止制作。
本剧收视率创下播出时段WB电视网原创节目新低，电视台开播前就决定早早停播，觉得节目不大可能赢得年轻观众青睐，拍摄的七集仅播出五集。评论家开播前一度推荐本剧，延迟播出引发关注，但回顾评论不佳，大多关注节目何以如此短命。

## 剧情与人物

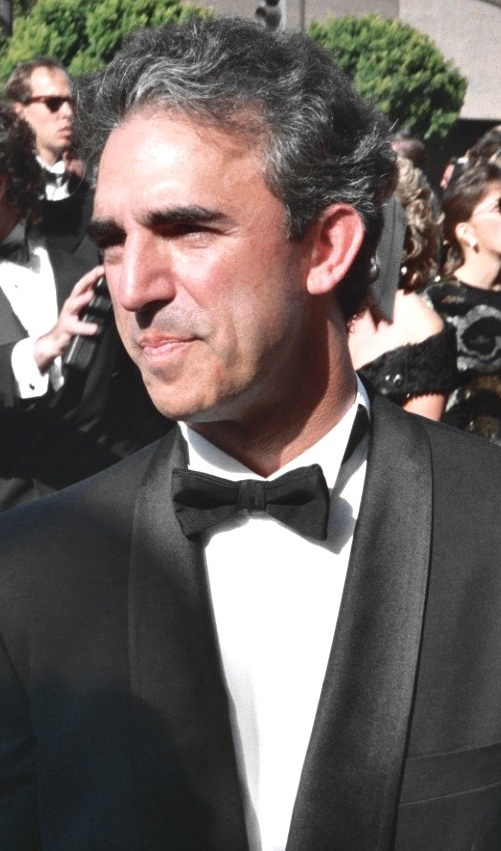
杰·托马斯（摄于1992年）饰演电台总经理格伦·肖茨

节目围绕单身母亲凯蒂·乔普林（帕克·欧文奥饰）和14岁的儿子格雷格（杰西·赫德饰）展开。凯蒂决定不再靠装瓶厂每天16小时的工作养家糊口，带格雷格离开諾克斯維爾，到費城另谋他就，看能否找到早已疏远的丈夫杰瑞。侄女儿丽兹·柏林同意凯蒂母子临时住在家中阁楼，电视史学家蒂姆·布鲁克斯与厄尔·马什认为，主编时尚杂志的丽兹就像时尚样板画。凯蒂一度在新月紧身内衣公司和汽车销售公司工作，儿子进入本杰明·富兰克林高中就读。
凯蒂向WLBP-FM电台总经理格伦·肖茨（杰·托马斯饰）推销汽车时留下良好第一印象。托马斯认为肖茨为人应该很有同情心，自称有意把人物塑造得比所遇任何总经理更有人情味。布鲁克斯与马什撰文指出，凯蒂的洞察力、南方人的机智、坚定独立的立场令肖茨非常满意，最后她因直言不讳赢得主持听众来电广播节目的机会。《凯蒂·乔普林》分集大多讲述女主角如何在工作与养育孩子间平衡。赫德自称与格雷格有很多共同点，都出身小城镇，喜欢音乐和布袋裤。
凯蒂主持的六小时通宵档节目叫《凯蒂·乔普森秀》，向听众提供恋情建议。节目总监米歇尔·图特（吉姆·拉什饰）认为主打摇滚的电台不该开播談話節目，恨屋及乌地反感凯蒂。为促使新节目夭折，他安排凯蒂与经验不足的制作人泰格·弗兰奇（西蒙·雷克斯饰）搭档。玛丽娜·阿卜杜勒·加尼在《马来邮报》发文，称凯蒂总能“正中要害”，所以人气急升。
肖茨未婚所生的女儿莎拉（玛简德拉·黛芬诺饰）已进入青春期，两人多年没有交谈。肖茨的妻子不久前生下双胞胎，他在凯蒂鼓励下与莎拉恢复联络。肖茨非常宠溺工作能力很差的莎拉，聘请她当电台前台。肖茨看到女儿行为太过份后出手教训，莎拉开始尊重父亲并搬到父亲家住。此外，莎拉和泰格还瞒着众人开始交往。

## 制作与播映
汤姆·西利与诺姆·古泽汉西尔主创《凯蒂·乔普林》并任執行製作人，理查德·欧文撰文称节目类似两人制作的情景喜剧《墨菲布朗》。本剧源于欧文奥向WB电视网推荐的构想，她认为节目“为友爱之城（指费城）带来堆积如山的灵气和智慧”，还称剧集基调“非常乐观，非常古怪”。華納兄弟電視公司制作本剧，拍摄现场还有演播室观众观看。
WB電視網原计划用《凯蒂·乔普林》作为1998至1999年电视季的季中替换节目，与《佐伊、邓肯、杰克、简》、《产后忧郁》、《影星》同占周日时段。但《凯蒂·乔普林》制作遇到困难，节目推迟到1999年面世。WB电视网和华纳兄弟电视公司对本剧颇感失望，1998年10月中止制作。《凯蒂·乔普林》有四个开发剧名：《你与凯特一起》、《你和凯特一起上》、《帕克·欧文奥无题项目》、《公民凯特》。
《凯蒂·乔普林》1999年8月9日首播，同年9月6日播出最后一集，拍摄的七集只播映五集。节目因包含性暗示或粗俗台词划为TV-PG级，北美东部时区周一晚九点半开播，每集包括广告长半小时。本剧收视率创下播出时段WB电视网原创节目新低，《华盛顿邮报》专栏作家丽莎·德莫拉斯对此表示，知道节目开播的人寥寥无几。2016年理查德·欧文出版著作《遗忘的笑声：你可能没看过的150部电视情景喜剧指南》，《凯蒂·乔普林》榜上有名。
欧文奥在宣传情景喜剧《猎艳高手》期间得知电视台取消《凯蒂·乔普林》并表示 ：“感觉实在粗鲁，甚至不打个电话告诉我！”欧文奥还称，WB电视网在节目开播数月前就决定早早停播，觉得节目不大可能赢得年轻观众青睐。。罗布·欧文在《匹兹堡邮报》发文，称《凯蒂·乔普林》按计划就是短命节目，《时代领袖报》的诺玛·卡瓦佐斯称该剧“夏季电视剧”，德莫拉斯认为电视台时常播出已经取消的节目来填补空缺时段，《凯蒂·乔普林》便是如此。

## 分集
| 集數 | 標題           | 導演          | 編劇                         | 首播日期      | 美国收視人數 （百萬） | 收视率 （户数） |
| --- | -------------- | ------------- | ---------------------------- | ------------- | --------------------- | --------------- |
| 1 | 宁去费城       | 史蒂夫·祖克曼 | 汤姆·西利、诺姆·古泽汉西尔   | 1999年8月9日  | 2.1                   | 1.6/3           |
| 凯蒂·乔布林追踪丈夫来到费城，在广播电台总经理格伦·肖茨眼中留下好印象后获聘主持电台节目。电台节目总监米歇尔·图特希望新节目夭折，安排凯蒂与经验不足的制作人泰格·弗兰奇搭档。凯蒂终于明白丈夫会继续游走花丛，决定不再考虑复合。 |                |               |                              |               |                       |                 |
| 2 | 炭灰色         | 史蒂夫·祖克曼 | 艾米·英格伯格、温迪·英格伯格 | 1999年8月16日 | 1.87                  | 1.5/2           |
| 凯蒂之子格雷格在学校食堂拒绝接受烧焦的三明治，结果遭留校处分。凯蒂在节目上分享儿子的故事，格雷格此时正遭两名同学欺负。泰格帮凯蒂偷走米歇尔办公室的皮革椅子。                                                                 |                |               |                              |               |                       |                 |
| 3 | 宣传骚乱       | 史蒂夫·祖克曼 | 比尔·昆斯特勒                | 1999年8月23日 | 1.49                  | 1.1/2           |
| 凯蒂的广播节目在全城范围宣传，导致她工作非常繁忙。格雷格在同辈新朋友的压力下打破窗户闯入废弃建筑时被抓，凯蒂于是向格伦要求减少工作量。格伦16岁的女儿莎拉对泰格很感兴趣、频频示好，泰格感到很别扭。                           |                |               |                              |               |                       |                 |
| 4 | 为人父母       | 霍华德·默里   | 马克·弗拉纳根                | 1999年8月30日 | 2.15                  | 1.7/3           |
| 格伦非常宠溺莎拉，送礼物之余还让她在电台工作，而且出错也不处罚，凯蒂非常不满。格伦接受凯蒂的建议与女儿长谈，莎拉决定搬去和父亲同住。凯蒂的丈夫用夫妻联名信用卡疯狂购物，导致她陷入财务困境。                                 |                |               |                              |               |                       |                 |
| 5 | 杀死信使       | 霍华德·默里   | 迈克尔·博恩霍斯特            | 1999年9月6日  | 1.78                  | 1.3/2           |
| 凯蒂发现泰格与莎拉私下交往，鼓励他告诉格伦，但泰格决定分手，格伦还是发现女儿的恋情。众人随后又发现莎拉开始与电台邮件收发室的实习生交往。格雷格准备参加猶太教成人禮，向凯蒂的侄女丽兹·柏林求教。                              |                |               |                              |               |                       |                 |
| 6 | 这可不是田纳西 | 詹姆斯·汉普顿 | 马克·弗拉纳根                | 未播          | —                     | 不适用          |
| 看到丽兹与某模特交往后格雷格情绪不好，凯蒂想花更多时间陪他。凯蒂导致丽兹的商务会议中断，后者非常生气，格雷格希望两人和解。凯蒂开始收到田纳西州寄来的私人物品，格雷格对与父亲见面充满忧虑。                                   |                |               |                              |               |                       |                 |
| 7 | 泰格的抉择     | 乔·雷加布托   | 埃德·德里斯科尔              | 未播          | —                     | 不适用          |
| 泰格觉得工作付出与所获认可相差太远，要求加薪和尊重。格伦与格雷格关系越来越好，凯蒂对此很不自在。 |                |               |                              |               |                       |                 |

## 评价
《电视指南》、《新闻日报》 、《亚利桑那共和报》、《南佛罗里达太阳哨兵报》在《凯蒂·乔普林》开播前发文推荐。罗布·欧文认为，欧文奥因《空巢》闻名，影迷想必会喜欢她的新剧。
评论关注节目推迟播出。《沃思堡星报》刊登大卫·比安库利的文章，称本剧和哥伦比亚广播公司情景喜剧命运类似，两家电视台都觉得节目不值得放在秋季播映。 《代顿新闻日报》质疑WB电视网的决定：“或许他们想让我们自行判断，到底这是（指电视剧推迟播出）为什么”。文章特别指出，之所以会对节目为何推迟感兴趣主要是因为其中有托马斯出演。
回顾评论对本剧反响不佳。马克·伯曼2000年在《传媒周刊》发文探讨各大电视网为什么从20世纪90年代开始逐渐重视暑期节目，称《北国风云》、《飞越情海》是暑期开播电视剧的成功典范，短命的“凯蒂·乔普林”是反面典型。同年新闻工作者乔什·切特温德在《今日美國》回顾WB电视网和联合派拉蒙电视网开播五周年，称《凯蒂·乔普林》早早取消，是WB电视网非常失败的作品。2011年《无线电世界》刊登斯蒂芬·温岑堡的文章探讨何以电台题材电视节目大多短命且不受待见。他批评本剧不切实际，毫无从业经验的中年妇女根本不可能当上电台节目主持。温岑堡认为剧中电台调频波段（87.5FM）同样脱离实际。